# 龍雲寺 (世田谷区)
龍雲寺（りゅううんじ）は、東京都世田谷区にある臨済宗妙心寺派の寺院。

## 概要
1699年（元禄12年）、節外によって開山された。本尊として盤珪作の聖観音菩薩像を安置している。
しかし1855年（安政2年）の安政大地震で寺運衰微し、その後も遅々として復興が進まなかった。寺の多くの文書もこの時に散逸している。昭和初期にやっと約2,000坪の土地を確保し、1965年（昭和40年）にようやく本堂などの諸堂を完成させた。

## 墓地
墓地は寺の境内とは離れている。以下の著名人の墓所あり。
- 天知茂（本名臼井）
- 川上哲治

## 交通アクセス
- 東急東横線学芸大学駅より徒歩15分。
- 東急田園都市線駒沢大学駅より徒歩15分

龍雲寺は環七通りに近く、環七通りを走るバス路線からもアクセスができる。いずれも「野沢龍雲寺」バス停下車。
- 目黒駅・中目黒駅より

黒09系統 野沢龍雲寺循環（東急バス）
- 渋谷駅より

渋32系統 野沢龍雲寺循環（東急バス）
- 新代田駅より

森91系統 大森操車所行き（東急バス）
- 下北沢駅・三軒茶屋駅より

下61系統 駒沢陸橋行き（小田急バス）
- 世田谷区民会館より

反11系統 五反田駅行き（東急バス）
- 東京医療センターより

都立34系統 東京医療センター循環（東急バス）